# Façonnage de tubes
Le façonnage de tubes consiste en l’usinage des extrémités des tubes par une ou plusieurs opérations de déformation et/ou d’enlèvement de matière grâce à des outils que l’on appelle poinçons.

## Techniques du façonnage de tubes
La combinaison et l'intégration des travaux de déformation et de dématérialisation pour le travail complet des extrémités de tube ont fait progresser les normes de qualité du secteur et offert de nouvelles solutions à moindre coût.
L'exécution automatique du cycle de contraction, d'expansion et de pose de collerettes associées aux opérations de laminage, d'ébavurage, de dressage, de filetage et de découpe permet de gagner du temps de cycle et d'augmenter la répétabilité, ainsi que les tolérances requises. La programmation CNC des opérations à réaliser réduit, avec un simple changement d'outils, le temps de changement de production, sans besoin de réglages manuels. Les cycles de travail spéciaux, comme le formage des extrémités, permettent de positionner le tube automatiquement sans mise à la terre ni production continue, et peuvent intégrer des accessoires spécifiques comme l'embout pour tube carré, optimisant encore plus le processus de fabrication.